# Antes do presente
Antes do presente (AP) é uma marcação de tempo utilizada na arqueologia, paleontologia e geologia, que tem como base de referência o ano de 1950 d.C.
Adota-se o ano de 1950 como marcador por conta dos testes atômicos realizados durante a Segunda Guerra Mundial que desequilibraram a concentração química de alguns isótopos na atmosfera. Esses isótopos, como o carbono-14, por sua vez, são analisados em pesquisas científicas que determinam da idade de restos arqueológicos e fósseis, como esqueletos de animais e restos vegetais.